# (55740) 1989 YL2
1989 واي أل 2 (ويعرف أيضًا باسم (55740) 1989 واي أل 2 وفق تسمية الكوكب الصغير) (بالإنجليزية: 1989 YL2)‏ هو كويكب ضمن حزام الكويكبات؛ وترتيبه 55740 من حيث الاكتشاف.
اكتُشف هذا الجُرم الفلكي بواسطة روبرت إتش ماكنوت في 30 ديسمبر 1989.

## وصلات خارجية
- (55740) 1989 YL2 في قاعدة بيانات مختبر الدفع النفاث لأجرام النظام الشمسي الصغيرة

- الاكتشاف · مخطط المدار ·  العناصر المدارية · المعلمات المادية

- (55740) 1989 YL2 على موقع ويكي سكاي: DSS2, SDSS, GALEX, IRAS, Hydrogen α, X-Ray, Astrophoto, Sky Map, Articles and images